# SDN48
SDN48（エスディーエヌ フォーティーエイト）は、2009年から2012年まで活動していた日本の女性アイドルグループである。
秋元康の完全プロデュースにより2009年にAKB48グループのひとつとして誕生した。2012年3月31日をもってメンバー全員が卒業し、解散となった。

## 概要
AKB48・SKE48・NMB48と同様に、総合プロデューサーの秋元康がすべての楽曲の作詞を手掛けた。AKB48と同じ「AKS」の運営で発足する。
グループ名のSDNはAKB48が公演を行っている東京都千代田区秋葉原（外神田）のAKB48劇場で、原則毎週土曜日の夜に（SaturDay Night）公演を行うことに由来している。
公演開始時刻はAKB48より遅い20時30分が基本であったが、土曜日のほかに平日、土曜日の昼間帯、休日の昼間帯・夜間帯、に公演を実施することもあり、平日は19時00分開演である。SDN48の構想が発表された当初は22時00分開演を予定するも実際は全公演が20時30分開演で、終演時刻が22時を越えることと“大人向け”の公演内容がそれぞれ東京都青少年の健全な育成に関する条例に抵触する可能性から、観客はロビー観覧も含み18歳以上の社会人限定である。2009年12月から19時00分開演回は18歳以上の高校生が観覧可能となった。劇場公演の観覧料金はAKB48と異なり年齢や性別を問わず3000円である。
当初はAKB48とSDN48を兼任するメンバーがいたが、『AKB104選抜メンバー組閣祭り』以後はSDN48専属となりAKB48のシングル楽曲の選抜メンバーに選出されていない。「AKB48プロジェクト」の一翼と位置付けられて番組やイベントで共演するも、AKB48の人気上昇につれてその前座や握手会の合間を持たされた。2010年10月11日に東京競馬場で開催されたAKB48の握手会では、SDN48のメンバーが勝負服着用してダートコースで徒競走する結果をAKB48のメンバーが予想する催しが行われている。
メンバーの条件は年齢が20歳以上で、上限はない。AKB48を含めた姉妹グループの中で唯一恋愛が認められて既婚者がおり、研究生のダンス講師、通訳などAKB48のサポートを務める者も見られる。
2012年3月31日にNHKホールで行われた『SDN48 コンサート「NEXT ENCORE」 in NHKホール』をもって、メンバー全員が「夢に向かって羽ばたいてほしい」との願いを込めて「卒業」した。解散ではなく、あくまでも全員卒業したという表現が用いられていたが、2019年の公式リリースでは「解散」したとされている。
2013年1月27日に開催された『AKB48 リクエストアワー セットリストベスト100』最終日公演で「孤独なランナー」が18位に選ばれてメンバーが集結し、歌唱後のMCで特別公演を同年3月31日にAKB48劇場で開催することを発表。
結成10周年を記念して、2019年8月1日に『SDN48結成10年記念「誘惑のガーター」特別公演』をAKB48劇場で開催し一夜限りの再結成を行うことになった。

## メンバー
区分は2012年3月31日時点を示す。

### 1期生
| 名前           | よみ                | 生年月日               | 現所属事務所                   | 備考 |
| -------------- | ------------------- | ---------------------- | ------------------------------ | --- |
| 穐田和恵       | あきた かずえ       | 1985年2月23日（40歳）  | -                              | 旧芸名：小田奈々 ユニット「新生せあらーずエンジェルとおいろけ先輩」メンバー                                             |
| 今吉めぐみ     | いまよし めぐみ     | 1987年8月13日（37歳）  | エヌウィード                   | ユニット「7cm」メンバー                                                                                                 |
| 梅田悠         | うめだ はるか       | 1988年3月15日（37歳）  | サンミュージックプロダクション | AKB48研究生のダンス講師（SDN48在籍時） ユニット「7cm」元メンバー                                                        |
| 浦野一美       | うらの かずみ       | 1985年10月23日（39歳） | HIR                            | 元AKB48チームA（初代） 元AKB48チームB（初代） 元渡り廊下走り隊7暫定メンバー 別名：CinDy                                 |
| 大河内美紗     | おおこうち みさ     | 1984年1月11日（41歳）  | -                              | |
| 大堀恵         | おおほり めぐみ     | 1983年8月25日（41歳）  | ホリプロ                       | 元AKB48チームK（初代） 旧芸名：松嶋めぐみ・大堀めしべ                                                                   |
| 甲斐田樹里     | かいだ じゅり       | 1988年5月19日（37歳）  | -                              | ユニット「7cm」元メンバー                                                                                               |
| 加藤雅美       | かとう まみ         | 1987年9月7日（37歳）   | -                              | ユニット「7cm」元メンバー                                                                                               |
| 河内麻沙美     | こうち まさみ       | 1987年4月24日（38歳）  | -                              | 2012年4月、株式会社MANNIE JAPAN INC.に広報担当として入社 自身がプロデュースするバッグブランド「SMIR NASLI」を設立       |
| 小原春香       | こはら はるか       | 1988年4月12日（37歳）  | -                              | 元AKB48チームB（初代） 全シングルの表題曲に選抜入り                                                                     |
| 近藤さや香     | こんどう さやか     | 1984年4月1日（41歳）   | セント・フォース               | SDN48・AKB48の日本国外公演の通訳を担当（SDN48在籍時）                                                                   |
| 佐藤由加理     | さとう ゆかり       | 1988年11月22日（36歳） | -                              | 元AKB48チームA（初代） 全シングルの表題曲に選抜入り                                                                     |
| 芹那           | せりな              | 1985年5月19日（40歳）  | A-PLUS                         | 全シングルの表題曲に選抜入り                                                                                            |
| チェン・チュー |                     | 1986年11月6日（38歳）  | -                              | 漢字表記：陳屈 日本国内AKB48グループ（当時）唯一の中国籍                                                                |
| 手束真知子     | てづか まちこ       | 1986年2月25日（39歳）  | -                              | 元SKE48チームKII（初代） 旧芸名：原田桜怜・前田栄子                                                                     |
| なちゅ         |                     | 1984年12月23日（40歳） | ワタナベエンターテインメント   | MC専属要員 本名：竹川奈津子                                                                                             |
| 西国原礼子     | にしくにはら れいこ | 1977年11月24日（47歳） | -                              | SDN48最年長 |
| 野呂佳代       | のろ かよ           | 1983年10月28日（41歳） | 太田プロダクション             | SDN48キャプテン 元AKB48チームK（初代） 旧芸名：朝倉佳代                                                                 |
| 畠山智妃       | はたけやま ちさき   | 1988年11月4日（36歳）  | -                              | 別名：Chaki |
| 三ツ井裕美     | みつい ひろみ       | 1983年9月19日（41歳）  |                                | AKB48・SKE48などの振り付けを担当（SDN48卒業後） ダンススクールの講師 元office48所属 元フレイヴ エンターテインメント所属 |

### 2期生
| 名前         | よみ            | 生年月日               | 現所属事務所             | 備考                                                                      |
| ------------ | --------------- | ---------------------- | ------------------------ | ------------------------------------------------------------------------- |
| 相川友希     | あいかわ ゆうき | 1984年9月23日（40歳）  | -                        |                                                                           |
| 亜希子       | あきこ          | 1989年8月18日（35歳）  | -                        | 奈津子は双子の姉 現活動名：大木亜希子 本名：大木亜紀子 しらべぇ編集部社員 |
| 伊東愛       | いとう まな     | 1985年4月23日（40歳）  | 浅井企画                 | ユニット「7cm」メンバー                                                   |
| 大山愛未     | おおやま あいみ | 1989年7月28日（35歳）  | クリエイトプロモーション |                                                                           |
| 木本夕貴     | きもと ゆうき   | 1986年9月9日（38歳）   | エイジアプロモーション   | 旧芸名：木本優                                                            |
| KONAN        | コナン          | 1985年3月4日（40歳）   | ワンエイトプロモーション | 旧芸名：虎南有美 ユニット「7cm」元リーダー                                |
| たかはしゆい |                 | 1984年3月7日（41歳）   | グルーヴィー・エアー     | 本名・旧芸名：高橋由衣                                                    |
| 津田麻莉奈   | つだ まりな     | 1987年6月6日（38歳）   | ホリプロ                 |                                                                           |
| 奈津子       | なつこ          | 1989年8月18日（35歳）  | ABP inc.                 | 亜希子は双子の妹 本名：大木奈津子                                         |
| 福田朱子     | ふくだ あかね   | 1989年11月16日（35歳） | -                        | 別名：AKANE 元ピリサウンド（マネジメント：ランデブー）所属                |
| 藤社優美     | ふじこそ ゆみ   | 1989年7月1日（35歳）   | -                        |                                                                           |
| 細田海友     | ほそだ みゆう   | 1989年1月23日（36歳）  | -                        | ユニット「7cm」メンバー 元エイベックス・マネジメント所属                  |
| 松島瑠美     | まつしま るみ   | 1986年6月1日（39歳）   | -                        | 現芸名：木川るみ 元ワイエムエヌ所属 元ティファナエンターテインメント所属  |

### 3期生
| 名前       | よみ              | 生年月日               | 現所属事務所             | 備考 |
| ---------- | ----------------- | ---------------------- | ------------------------ | --- |
| 光上せあら | こうじょう せあら | 1988年1月10日（37歳）  | -                        | 本名：康上慧愛蘭 現「せあらーずエンジェル」リーダー                                                       |
| 駒谷仁美   | こまたに ひとみ   | 1988年12月16日（36歳） | サンミュージックブレーン | 元AKB48チームA（初代）                                                                                    |
| 尻無浜冴美 | しなはま さえみ   | 1989年7月20日（35歳）  | -                        | 元『nicola』専属モデル                                                                                    |
| シヨン     |                   | 1983年3月11日（42歳）  | -                        | 本名：チョン・シヨン (정시연 / Jung Siyeon) AKB48グループ唯一の韓国籍 元フレイヴ エンターテインメント所属 |
| 戸島花     | とじま はな       | 1988年7月11日（36歳）  | ドレスコード             | 元AKB48チームA（初代）                                                                                    |
| miray      | ミレイ            | 1983年7月5日（41歳）   | EF RECORDS               | 別名：美玲                                                                                                |

### 元メンバー
区分は2012年3月31日時点を示す。

#### 元正規メンバー
| 名前       | よみ            | 生年月日              | 加入期 | 卒業日          | 現所属事務所 | 備考                                                                         |
| ---------- | --------------- | --------------------- | ------ | --------------- | ------------ | ---------------------------------------------------------------------------- |
| 仲里安也美 | なかざと あやみ | 1976年7月12日（48歳） | 1期    | 2009年12月24日  | -            |                                                                              |
| 福山咲良   | ふくやま さくら | 1988年9月24日（36歳） | 2期    | 2010年10月16日  | -            | 持病悪化のため 元ムーン・ザ・チャイルド所属                                  |
| 伊藤花菜   | いとう かな     | 1987年2月5日（38歳）  | 1期    | 2011年2月10日   | -            | 辞退 元ボックスコーポレーション所属                                          |
| 二宮悠嘉   | にのみや ゆか   | 1989年9月11日（35歳） | 2期    | 2011年5月12日   | -            | 大堀恵が結婚するまで、AKB48 グループで唯一の既婚者だった。                   |
| 谷咲伴美   | たにさき ともみ | 1983年9月11日（41歳） | 2期    | 2011年5月29日   | -            | 元A-Light所属 元ストーリーコンボ・エンタテイメント所属 現芸名：伴美（Bambi） |
| 早川沙世   | はやかわ さよ   | 1983年5月23日（42歳） | 3期    | 2011年7月28日付 | -            | 辞退 元office48所属                                                          |

#### 元アンダー（辞退）
| 名前     | よみ          | 生年月日               | 加入期 | 辞退日          | 現所属事務所 | 備考           |
| -------- | ------------- | ---------------------- | ------ | --------------- | ------------ | -------------- |
| 岩田優希 | いわた ゆうき | 1980年12月23日（44歳） | 1期    | 2009年9月24日付 | -            | 持病悪化のため |

## メンバー構成推移
浦野・大堀・小原・佐藤・手束・野呂の6人以外は全員オーディションの合格者。
| 年月日   | 出来事                                                                                             | 増減 | 人数 | 期別 | 期別 | 期別 | 期別     | 加入期別人数変動                         |
| 年月日   | 出来事                                                                                             | 増減 | 人数 | 1期  | 2期  | 3期  | アンダー | 加入期別人数変動                         |
| 2009年   | 出来事                                                                                             | 増減 | 人数 | 1期  | 2期  | 3期  | アンダー | 加入期別人数変動                         |
| -------- | -------------------------------------------------------------------------------------------------- | ---- | ---- | ---- | ---- | ---- | -------- | ---------------------------------------- |
| 8月1日   | オーディション合格者発表/AKB48劇場にてデビュー                                                     | +21  | 21   | 18   |      |      | 3        | 1期生21人                                |
| 9月22日  | 小原春香がAKB48との兼任発表                                                                        | +1   | 22   | 18   |      |      | 4        | 1期生21人→22人                           |
| 9月24日  | アンダー 岩田優希 辞退                                                                             | -1   | 21   | 18   |      |      | 3        | 1期生22人→21人                           |
| 12月1日  | 手束真知子（旧名：前田栄子）がSKE48より移籍                                                        | +1   | 22   | 18   |      |      | 4        | 1期生21人→22人                           |
| 12月24日 | 1期生 仲里安也美 卒業                                                                              | -1   | 21   | 17   |      |      | 4        | 1期生22人→21人                           |
| 2010年   | 出来事                                                                                             | 増減 | 人数 | 1期  | 2期  | 3期  | アンダー | 加入期別人数変動                         |
| 2月21日  | 大堀恵・野呂佳代 AKB48を卒業し完全移籍                                                             |      | 21   | 17   |      |      | 4        |                                          |
| 3月25日  | 横浜アリーナにて2期生お披露目                                                                      | +16  | 37   | 17   | 16   |      | 4        | 2期生16人                                |
| 4月16日  | 浦野一美・小原春香 AKB48を卒業し完全移籍                                                           |      | 37   | 17   | 16   |      | 4        |                                          |
| 5月15日  | 2期生劇場デビュー/2期生公演開始 アンダー 甲斐田樹里・小原春香・手束真知子・なちゅ 正規メンバー昇格 |      | 37   | 21   | 16   |      | -        |                                          |
| 5月27日  | 佐藤由加理 AKB48を卒業し完全移籍                                                                   |      | 37   | 21   | 16   |      | -        |                                          |
| 10月16日 | 2期生 福山咲良 卒業                                                                                | -1   | 36   | 21   | 15   |      | -        | 2期生16人→15人                           |
| 2011年   | 出来事                                                                                             | 増減 | 人数 | 1期  | 2期  | 3期  | アンダー | 加入期別人数変動                         |
| 2月10日  | 1期生 伊藤花菜 辞退                                                                                | -1   | 35   | 20   | 15   |      | -        | 1期生21人→20人                           |
| 5月12日  | 2期生 二宮悠嘉 卒業                                                                                | -1   | 34   | 20   | 14   |      | -        | 2期生15人→14人                           |
| 5月27日  | TOKYO DOME CITY HALLにて3期生お披露目                                                              | +7   | 41   | 20   | 14   | 7    | -        | 3期生7人                                 |
| 5月29日  | 2期生 谷咲伴美 卒業                                                                                | -1   | 40   | 20   | 13   | 7    | -        | 2期生14人→13人                           |
| 7月9日   | 3期生劇場デビュー/3期生公演開始                                                                    | -    | 40   | 20   | 13   | 7    | -        |                                          |
| 7月28日  | 3期生 早川沙世 辞退                                                                                | -1   | 39   | 20   | 13   | 6    | -        | 3期生7人→6人                             |
| 2012年   | 出来事                                                                                             | 増減 | 人数 | 1期  | 2期  | 3期  | アンダー | 加入期別人数変動                         |
| 3月31日  | メンバー全員卒業（解散）                                                                           | -39  | 0    | 0    | 0    | 0    | -        | 1期生20人→0人 2期生13人→0人 3期生6人→0人 |

## 作品
以下における「最高週間順位」の記述はオリコン週間チャート最高位。

### シングル
| 枚                               | リリース日                       | 曲名                                       | 最高 週間 順位                   | 販売形態                         | 規格品番                         | 備考                             |
| ユニバーサルミュージックレーベル | ユニバーサルミュージックレーベル | ユニバーサルミュージックレーベル           | ユニバーサルミュージックレーベル | ユニバーサルミュージックレーベル | ユニバーサルミュージックレーベル | ユニバーサルミュージックレーベル |
| -------------------------------- | -------------------------------- | ------------------------------------------ | -------------------------------- | -------------------------------- | -------------------------------- | -------------------------------- |
| 1                                | 2010年11月24日                   | GAGAGA                                     | 3位                              | CD+DVD CD                        | UMCA-50001 UMCA-50002 PROD-5001  | 通常盤A 通常盤B 劇場盤           |
| 2                                | 2011年4月6日                     | 愛、チュセヨ                               | 3位                              | CD+DVD CD                        | UMCA-50003 UMCA-50004 PROD-5002  | 通常盤A 通常盤B 劇場盤           |
| 3                                | 2011年8月17日                    | MIN・MIN・MIN                              | 3位                              | CD+DVD CD                        | UMCA-50006 UMCA-50007 PROD-5003  | 通常盤A 通常盤B 劇場盤           |
| 4                                | 2011年12月28日                   | 口説きながら麻布十番 duet with みの もんた | 3位                              | CD+DVD CD                        | UMCA-50009 UMCA-50010 PROD-5004  | 通常盤A 通常盤B 劇場盤           |
| 5                                | 2012年3月7日                     | 負け惜しみコングラチュレーション           | 2位                              | CD+DVD CD                        | UMCA-50012 UMCA-50013 PROD-5005  | 通常盤A 通常盤B 劇場盤           |

#### 参加シングル
AKB48
- ポニーテールとシュシュ（2010年5月26日） - カップリング曲「マジジョテッペンブルース」。

### アルバム

#### ベストアルバム
| 枚                               | リリース日                       | タイトル                         | 最高 週間 順位                   | 販売形態                         | 規格品番                         | 備考                             |
| ユニバーサルミュージックレーベル | ユニバーサルミュージックレーベル | ユニバーサルミュージックレーベル | ユニバーサルミュージックレーベル | ユニバーサルミュージックレーベル | ユニバーサルミュージックレーベル | ユニバーサルミュージックレーベル |
| -------------------------------- | -------------------------------- | -------------------------------- | -------------------------------- | -------------------------------- | -------------------------------- | -------------------------------- |
| 1                                | 2012年3月14日                    | NEXT ENCORE                      | 1位                              | CD+DVD CD                        | UMCA-10003 PROD-1001             | 通常盤 劇場盤                    |

#### 劇場公演
| 枚                               | リリース日                       | タイトル                         | 規格品番                         | 備考                             |
| ユニバーサルミュージックレーベル | ユニバーサルミュージックレーベル | ユニバーサルミュージックレーベル | ユニバーサルミュージックレーベル | ユニバーサルミュージックレーベル |
| -------------------------------- | -------------------------------- | -------------------------------- | -------------------------------- | -------------------------------- |
| 1                                | 2012年3月28日                    | 誘惑のガーター                   | UMCA-10004/5                     |                                  |

#### 参加アルバム
AKB48
- ここにいたこと（2011年6月8日）

### 映像作品

#### SDN48+10!
| 枚                 | リリース日         | タイトル           | 規格品番           | 販売形態・備考     |                    |
| ハピネットレーベル | ハピネットレーベル | ハピネットレーベル | ハピネットレーベル | ハピネットレーベル | ハピネットレーベル |
| ------------------ | ------------------ | ------------------ | ------------------ | ------------------ | ------------------ |
| 1                  | 2011年6月2日       | SDN48+10! Volume.1 | BBBE-8687          |                    |                    |
| 2                  | 2011年7月2日       | SDN48+10! Volume.2 | BBBE-8688          |                    |                    |
| 3                  | 2011年8月2日       | SDN48+10! Volume.3 | BBBE-8689          |                    |                    |

#### SDNイジリー
| 枚          | リリース日     | タイトル                   | 規格品番    | 販売形態・備考          |             |
| AKSレーベル | AKSレーベル    | AKSレーベル                | AKSレーベル | AKSレーベル             | AKSレーベル |
| ----------- | -------------- | -------------------------- | ----------- | ----------------------- | ----------- |
| 1           | 2011年7月16日  | SDNイジリー Vol.1          | SDN-i0001   |                         |             |
| 2           | 2011年8月31日  | SDNイジリー Vol.2          | SDN-i0002   |                         |             |
| 3           | 2011年10月22日 | SDNイジリー Vol.3          | SDN-i0003   |                         |             |
| 4           | 2011年11月19日 | SDNイジリー Vol.4          | SDN-i0004   |                         |             |
| 5           | 2011年12月3日  | SDNイジリー Vol.5          | SDN-i0005   |                         |             |
| 6           | 2012年1月7日   | SDNイジリー Vol.6          | SDN-i0006   |                         |             |
| 7           | 2012年2月21日  | SDNイジリー コンプリート版 | SDN-i0007   | Vol.1からVol.6までのBOX |             |
| 8           | 2012年2月28日  | SDNイジリー 特別版         | SDN-i0008   |                         |             |

#### 劇場公演
| 枚                               | リリース日                       | タイトル                         | 規格品番                         | 備考                             |
| ユニバーサルミュージックレーベル | ユニバーサルミュージックレーベル | ユニバーサルミュージックレーベル | ユニバーサルミュージックレーベル | ユニバーサルミュージックレーベル |
| -------------------------------- | -------------------------------- | -------------------------------- | -------------------------------- | -------------------------------- |
| 1                                | 2012年3月28日                    | 誘惑のガーター                   | UMBA-10001/2                     |                                  |

#### コンサート
| 枚          | リリース日    | タイトル              | 規格品番    | 備考        |
| AKSレーベル | AKSレーベル   | AKSレーベル           | AKSレーベル | AKSレーベル |
| ----------- | ------------- | --------------------- | ----------- | ----------- |
| 1           | 2012年6月16日 | SDN48 「NEXT ENCORE」 | SDN-D0001   |             |

### ミュージック・ビデオ一覧
| 年   | タイトル                                       | 監督     | 収録作品・出自                                            |
| ---- | ---------------------------------------------- | -------- | --------------------------------------------------------- |
| 2010 | 「GAGAGA」                                     | 奥和義   | 1stシングル「GAGAGA」                                     |
| 2010 | 「孤独なランナー」                             | 中村太洸 | 1stシングル「GAGAGA」                                     |
| 2010 | 「エロスのトリガー」                           | 井上強   | 1stシングル「GAGAGA」                                     |
| 2010 | 「佐渡へ渡る」                                 | 福居英晃 | 1stシングル「GAGAGA」                                     |
| 2011 | 「愛、チュセヨ」                               | 中村太洸 | 2ndシングル「愛、チュセヨ」                               |
| 2011 | 「天国のドアは3回目のベルで開く」              | 田口雅文 | 2ndシングル「愛、チュセヨ」                               |
| 2011 | 「淡路島のタマネギ」                           | 福居英晃 | 2ndシングル「愛、チュセヨ」                               |
| 2011 | 「愛よ 動かないで」                            | 福居英晃 | 2ndシングル「愛、チュセヨ」                               |
| 2011 | 「MIN・MIN・MIN」                              | 丸山健志 | 3rdシングル「MIN・MIN・MIN」                              |
| 2011 | 「おねだりシャンパン」                         | 田口雅文 | 3rdシングル「MIN・MIN・MIN」                              |
| 2011 | 「アバズレ」                                   | 福居英晃 | 3rdシングル「MIN・MIN・MIN」                              |
| 2011 | 「Everyday、カチューシャ（SDN48 ver.）」       | 土屋隆俊 | 3rdシングル「MIN・MIN・MIN」                              |
| 2011 | 「口説きながら麻布十番 duet with みの もんた」 | 中村太洸 | 4thシングル「口説きながら麻布十番 duet with みの もんた」 |
| 2011 | 「やりたがり屋さん」                           | 田口雅文 | 4thシングル「口説きながら麻布十番 duet with みの もんた」 |
| 2011 | 「カムジャタン慕情」                           | スミス   | 4thシングル「口説きながら麻布十番 duet with みの もんた」 |
| 2011 | 「カシャーサで自白する」                       | 増山準哉 | 4thシングル「口説きながら麻布十番 duet with みの もんた」 |
| 2012 | 「負け惜しみコングラチュレーション」           | 中村太洸 | 5thシングル「負け惜しみコングラチュレーション」           |
| 2012 | 「クリクリ」                                   | 田口雅文 | 5thシングル「負け惜しみコングラチュレーション」           |
| 2012 | 「上からナツコ」                               | スミス   | 5thシングル「負け惜しみコングラチュレーション」           |
| 2012 | 「終わらないアンコール」                       | 福居英晃 | 5thシングル「負け惜しみコングラチュレーション」           |

## メジャーデビューシングル選抜結果
SDN48のメジャーデビュー曲「GAGAGA」のリリースにあたり、参加メンバー12名の選抜をテレビ朝日『すっぽんの女たち』番組内で行った。内訳は以下の3項目。
- 各メンバーのブログ閲覧数
- 番組公式サイトでの人気投票数
- 各メンバーの待ち受け画像のダウンロード数

| 順位 | 氏名       | ブログ閲覧数  | 人気投票 | 待ち受けダウンロード |
| ---- | ---------- | ------------- | -------- | -------------------- |
| 1位  | 大堀恵     | 1位           | 1位      | 1位                  |
| 2位  | 佐藤由加理 | 6位           | 3位      | 2位                  |
| 3位  | 野呂佳代   | 3位           | 6位      | 8位                  |
| 4位  | KONAN      | 9位           | 2位      | 7位                  |
| 5位  | 浦野一美   | 12位          | 4位      | 4位                  |
| 6位  | 梅田悠     | 8位           | 7位      | 6位                  |
| 7位  | 芹那       | 11位          | 9位      | 5位                  |
| 8位  | 加藤雅美   | 4位           | 11位     | 11位                 |
| 9位  | 小原春香   | 13位          | 5位      | 10位                 |
| 10位 | 伊藤花菜   | 7位           | 10位     | 12位                 |
| 11位 | 穐田和恵   | 14位          | 13位     | 3位                  |
| 12位 | 福山咲良   | 16位以下 圏外 | 8位      | 9位                  |

『すっぽんの女たち』2010年9月9日放送回で結果発表。全項目で1位、総合1位の大堀がメジャーデビュー曲のセンターポジションを勝ちとった。その後12位の福山が持病の悪化のため、選抜メンバーの辞退とともにSDN48からの卒業を発表したことにより、代役にチェン・チューが選出された。

## タイアップ
| 楽曲               | タイアップ                                               | 収録作品                                        |
| ------------------ | -------------------------------------------------------- | ----------------------------------------------- |
| MIN・MIN・MIN      | CM：常盤薬品工業『眠眠打破×SDN48』                       | 3rdシングル「MIN・MIN・MIN」                    |
| おねだりシャンパン | フジテレビ系『志村軒』2011年8・9月度エンディング・テーマ | 3rdシングル「MIN・MIN・MIN」                    |
| クリクリ           | フジテレビ系『志村軒』2012年3月度エンディング・テーマ    | 5thシングル「負け惜しみコングラチュレーション」 |

## 出演

### テレビドラマ
- マジすか学園（2010年1月9日 - 3月27日、テレビ東京） - 浦野・大堀・小原・佐藤・なちゅ・野呂
- マジすか学園2（2011年4月16日 - 7月2日、テレビ東京） - 佐藤・なちゅ

### バラエティ
- すっぽんの女たち（2010年6月3日 - 2011年3月31日、テレビ朝日）
  - すっぽんの女たち2（2011年4月7日 - 9月29日、テレビ朝日）
  - すっぽんの女たち → すっぽんの女たち〜巣に帰る〜（2011年10月6日 - 2012年3月29日、テレビ朝日）
- SDNイジリー（2011年4月9日 - 10月9日、全国独立放送協議会加盟局）
- AKBINGO!（不定期で楽曲披露のみ・2011年4月19日はゲスト出演、日本テレビ）
- SDN48+10!（2010年8月1日 - 2012年3月17日[注 2]、エンタ!371）

### ラジオ
- AKB48のオールナイトニッポン SDN48スペシャル（2010年6月18日、ニッポン放送） - 浦野・大堀・佐藤・野呂
- 篠田麻里子と愉快な仲間たち[注 3]（2010年12月4日 - 、KBCラジオ） - 佐藤・野呂
- SDN48のオールナイトニッポンR ラジオ・チャリティ・ミュージックソンスペシャル（2010年12月24日、ニッポン放送） - 浦野・小原・佐藤
- SDN48の全力で聴かなきゃダメじゃん!!（2011年5月18日 - 2012年3月28日、スターデジオ）
- SDN48のオールナイトニッポンR（2011年3月30日、ニッポン放送）- KONAN・小原・近藤・佐藤・野呂・藤社

### イベント
- スカパー!HD×エンタ!371 presents 「GIRLS POP NEXT」（2010年2月7日、よしもとプリンスシアター）
- ヤマダ電機家電フェア2010&大処分蚤の市in札幌ドーム（2010年8月29日、札幌ドーム）
- AKB48 19thシングル選抜じゃんけん大会（2010年9月21日、日本武道館） - 全メンバー37名
- AKB48 ヘビーローテーション発売記念全国握手会・東京会場（2010年10月11日、東京競馬場）
- OBS開局50周年記念感謝祭 2010フードスタジアム〜第2回おおいたB級グルメNo.1決定戦〜（2010年10月30日・31日、大分銀行ドーム）
- IS03発売記念セレモニー（2010年11月26日、ヨドバシカメラマルチメディア Akiba、ビックカメラ有楽町店本館[14][15]） - 大堀・KONAN・加藤・伊藤
- デビューシングル「GAGAGA」発売記念・全国握手会in大阪（2010年11月27日、千里セルシー ） - 選抜メンバー12名
- デビューシングル「GAGAGA」発売記念・全国握手会in東京（2010年11月28日、よみうりランド ） - 全メンバー36名
- デビューシングル「GAGAGA」発売記念・全国握手会in名古屋（2010年12月5日、サンシャイン栄 ） - 選抜メンバー12名
- 静岡ホビーフェア（2010年12月18日、東静岡広場）- 選抜メンバー12名
- デビューシングル「GAGAGA」劇場盤発売記念・写真会（2010年12月25日/2011年1月10日、TFTホール）
- SDN48 Mobile 1周年スペシャルイベント（2011年3月5日、AKB48劇場) - 全メンバー35名
- AKB48 桜の木になろう全国握手会イベント・関東エリア（2011年3月5日・6日、さいたまスーパーアリーナ）
- 関東合同卒業パーティー2011（2011年3月28日、SHIBUYA-AX）- セカンドシングル選抜メンバー12名
- セカンドシングル「愛、チュセヨ」発売記念イベント・全国握手会in大阪（2011年4月9日、千里セルシー） - 選抜メンバー12名
- セカンドシングル「愛、チュセヨ」発売記念イベント・全国握手会in名古屋（2011年4月10日、中部国際空港 セントレアホール） - 選抜メンバー12名
- セカンドシングル「愛、チュセヨ」発売記念イベント・全国握手会in東京（2011年4月24日、よみうりランド オープンシアターEAST）- 全メンバー35名
- セカンドシングル「愛、チュセヨ」劇場盤発売記念・秘密のささやき会（2011年4月17日・5月7日、ベルサール渋谷ファースト）
- Girls Award by CROOZ blog 2011 SPRING/SUMMER（2011年4月29日、国立代々木競技場第一体育館）- 選抜メンバー12名
- a-nation 10th Anniversary for Life Charge ▶ Go! ウイダーinゼリー（2011年7月30日、松山市・ニンジニアスタジアム）
- 日本全国グルメ博2011 in サンドーム福井（2011年11月23日、サンドーム福井）- 穐田・梅田・甲斐田・加藤・河内・小原・近藤・佐藤・野呂・三ツ井・津田・福田
- ジャパンカップウィークスペシャルイベント ミニライブ（2011年11月27日、東京競馬場）- 梅田・大堀・木本・KONAN・小原・近藤・佐藤・芹那・たかはし・津田・福田・藤社

卒業後
- SDN48『SEVEN YEARS AFTER in WALLOP』（2019年3月31日、スタジオWAROS）- R（穐田・大河内・木本・小原・福田・藤社）・今吉・加藤・光上・尻無・畠山・なちゅ（MC）[16]

### CM
- ダービーWeek（2011年）
- 常盤薬品工業「SDN48×眠眠打破」（2011年7月5日 - 2012年3月31日）

## 書籍
- まるっとAKB48 with SKE48&NMB48&SDN48&HKT48（2011年3月15日、光文社）
- まるっとAKB48 2 with SKE48&NMB48&SDN48&HKT48（2011年8月11日、光文社）
- SDN48 卒業コンサート NEXT ENCOR ＜公式パンフレット＞（2012年1月1日、ぴあ株式会社）

## 公演

### AKB48劇場での公演
2期生および3期生は共に16名に満たないため、各期生のみの公演ではなく混成メンバーによって行われている。
1期生
1. 誘惑のガーター：2009年8月1日 - 2012年3月28日

2期生
1. 誘惑のガーター：2010年5月15日 - 2012年3月27日

3期生
1. 誘惑のガーター：2011年7月9日 - 2012年3月27日

※全公演回数338回、うち18歳未満解禁公演49回。

#### 特別公演
- 誘惑のガータースペシャル公演：2013年3月31日
- SDN48結成10年記念「誘惑のガーター」特別公演：2019年8月1日[6]

## コンサート
- AKB104選抜メンバー組閣祭り第1公演（2009年8月22日、日本武道館）
穐田・伊藤・今吉・梅田・大河内・加藤・河内・近藤・芹那・チェン・仲里・西国原・畠山・三ツ井・甲斐田・なちゅ（浦野・大堀・佐藤・野呂の4名はAKB48として全公演出演）
- AKB48 リクエストアワーセットリストベスト100 2010 with アメーバピグ（2010年1月21日・24日、SHIBUYA-AX）
21日：穐田・加藤・佐藤
24日：穐田・伊藤・今吉・梅田・大河内・加藤・河内・近藤・芹那・チェン・西国原・畠山・三ツ井・甲斐田・手束・なちゅ（浦野・大堀・佐藤・野呂・小原の5名はAKB48として全公演出演）
- AKB48 満席祭り希望 賛否両論（2010年3月24日・25日、横浜アリーナ）
24日：浦野・大堀・佐藤・野呂・小原（AKB48旧チームメンバーとして出演）
25日夜：穐田・伊藤・今吉・梅田・浦野・大河内・大堀・加藤・河内・近藤・佐藤・芹那・チェン・野呂・西国原・畠山・三ツ井・甲斐田・小原・手束・なちゅ
- AKB48 コンサート「サプライズはありません」第3公演（2010年7月11日、代々木第一体育館）
1期生：穐田・伊藤・今吉・梅田・浦野・大河内・大堀・加藤・河内・近藤・佐藤・芹那・チェン・西国原・野呂・畠山・三ツ井・なちゅ・甲斐田・小原・手束
2期生：相川・亜希子・伊東・大山・木本・KONAN・たかはし・谷咲・津田・奈津子・二宮・福田・福山・藤社・細田・松島
- Visit Zooキャンペーン応援プロジェクト AKB48 東京秋祭り supported by NTTぷらら（2010年10月9日・10日、葛西臨海公園）
1期生：穐田・伊藤・梅田・大堀・加藤・近藤・佐藤・芹那・チェン・野呂・小原
2期生：KONAN
- AKB48 リクエストアワーセットリストベスト100 2011（2011年1月20日 - 23日、SHIBUYA-AX）
20日：穐田・浦野・大堀・佐藤・野呂
21日：穐田・伊藤・梅田・浦野・大堀・加藤・KONAN・小原・佐藤・芹那・チェン・野呂
22日：佐藤・なちゅ・野呂
23日：浦野・小原・佐藤
- 見逃した君たちへ〜AKB48グループ全公演〜
SDN1st『誘惑のガーター』公演（2011年5月27日、TOKYO DOME CITY HALL）
（浦野・大堀・小原・佐藤・野呂は一部のAKB48公演にも出演）
- AKB48 コンサート よっしゃぁ〜行くぞぉ〜！in西武ドーム（2011年7月22日 - 23日、西武ドーム）
- AKB48 リクエストアワーセットリストベスト100 2012（2012年1月22日 東京ドームシティホール）- 3位『孤独なランナー』、出演メンバー：全員
- 業務連絡。頼むぞ、片山部長! inさいたまスーパーアリーナ（2012年3月23日、さいたまスーパーアリーナ）
- SDN48 コンサート「NEXT ENCORE」 in NHKホール（2012年3月31日、NHKホール）- SDN48唯一の単独コンサート

卒業後
- 「見逃した君たちへ2」〜AKB48グループ全公演〜
SDN1st『誘惑のガーター』公演（2012年5月15日、TOKYO DOME CITY HALL）
- AKB48 リクエストアワーセットリストベスト100 2013（2013年1月27日 東京ドームシティホール）- 18位『孤独なランナー』、出演メンバー：26名
- 「思い出せる君たちへ」〜AKB48グループ全公演〜
SDN1st『誘惑のガーター』公演（2013年5月25日、TOKYO DOME CITY HALL）

## オーディション

### 共通募集要項
- 応募資格：20歳以上の女性（上限なし）で、SDN48メンバーとして活動できる者（プロ・アマ問わず）。
- 一次審査：書類選考
- 二次審査：面接
- 最終審査：ダンス・歌唱力審査
  - 姉妹グループからの移籍者は免除

### SDN48 (Saturday Night 48) オーディション
- AKB48劇場にて行われる公演に出演するメンバーを決定するオーディション。合格後は劇場デビュー、CDデビュー、番組出演を予定。
- 一次審査（約600名・2009年5月31日）
- 二次審査（96名通過・2009年6月7日）
- 最終審査（27名仮合格・2009年6月14日）

合格者
穐田和恵、伊藤花菜、今吉めぐみ、岩田優希、梅田悠、大河内美紗、甲斐田樹里、加藤雅美、河内麻沙美、近藤さや香、芹那、チェン・チュー、仲里安也美、なちゅ、西国原礼子、畠山智妃、三ツ井裕美
合格者17名（うちアンダー3名）はレッスンを受け、8月1日に初日を迎えた。
- 主な不合格者：細田海友（2期生）、松村香織（SKE48）

### SDN48第2期生オーディション
- 一次審査（105名通過）
- 二次審査（27名通過・2010年1月31日）
- 最終審査（16名仮合格・2010年2月7日）

合格者
相川友希、亜希子、伊東愛、大山愛未、木本夕貴、KONAN、たかはしゆい、谷咲伴美、津田麻莉奈、奈津子、二宮悠嘉、福田朱子、福山咲良、藤社優美、細田海友、松島瑠美（現・木川るみ）
合格者16名はレッスンを受け、5月15日に初日を迎えた。
- 主な不合格者：光上せあら（3期生）

### SDN48第3期生オーディション
- 一次審査
- 二次審査（2011年4月2日）
- 最終審査（2011年4月9日）

合格者
光上せあら、駒谷仁美（元AKB48）、尻無浜冴美、シヨン、戸島花（元AKB48）、早川沙世、miray
- 主な不合格者：中川朋美

## 派生ユニット
| ユニット名 | メンバー | 備考                                                                                |
| ---------- | --- | ----------------------------------------------------------------------------------- |
| チームZ    | 穐田和恵、大堀恵、佐藤由加理 （以下AKB48）倉持明日香、高城亜樹、松原夏海、秋元才加、大島優子、宮澤佐江、米沢瑠美、北原里英、佐藤亜美菜、佐藤夏希 （以下SKE48）平松可奈子、松井玲奈、高柳明音 | パチンコ『銭形平次』テーマソング「恋のお縄」を歌うAKB48姉妹ユニット混成型ユニット。 |

### アンダーガールズA・B
アンダーガールズA・Bは、シングルのカップリング曲を歌うために編成されるユニット。シングル曲の選抜メンバーを除くメンバーから選ばれ、顔ぶれは毎回異なる。メンバーは各シングルの項目を参照。なおそれに相当するユニットもこちらに記載。
| シングル                                   | 歌唱曲名                      | 備考                         |
| アンダーガールズA                          | アンダーガールズA             | アンダーガールズA            |
| ------------------------------------------ | ----------------------------- | ---------------------------- |
| GAGAGA                                     | エロスのトリガー              |                              |
| 愛、チュセヨ                               | 天国のドアは3回目のベルで開く |                              |
| MIN・MIN・MIN                              | おねだりシャンパン            |                              |
| 口説きながら麻布十番 duet with みの もんた | カムジャタン慕情              |                              |
| 負け惜しみコングラチュレーション           | クリクリ                      |                              |
| アンダーガールズB                          |                               |                              |
| GAGAGA                                     | 佐渡へ渡る                    |                              |
| 愛、チュセヨ                               | 淡路島のタマネギ              |                              |
| MIN・MIN・MIN                              | アバズレ                      |                              |
| 口説きながら麻布十番 duet with みの もんた | カシャーサで自白する          |                              |
| 負け惜しみコングラチュレーション           | 上からナツコ                  |                              |
| レイチェル                                 |                               |                              |
| 愛、チュセヨ                               | 愛よ、動かないで              | 西国原礼子によるソロユニット |
| アンダーガールズチームG                    |                               |                              |
| 口説きながら麻布十番 duet with みの もんた | やりたがり屋さん              |                              |